# Zvonička v Záchlumí
Zvonička v Záchlumí  je drobná dřevěná štenýřová stavba z 18. století stojící v centru obce Záchlumí  v Žamberské pahorkatině v okrese Ústí nad Orlicí. Zvonička je chráněnou kulturní památkou ČR.

## Historie
Přesné datum, kdy byla zvonička postavena, není známo, ve Státním okresním archívu v Ústí nad Orlicí je existence zvoničky doložena roku 1790. Novodobé dějiny zvoničky jsou známy až od roku 1945, kdy byla založena nová kronika obce Záchlumí, nahrazující kroniku ztracenou za druhé světové války.
V roce 1946 proběhla menší rekonstrukce opláštění a zvonička byla opatřena zvonkem. V roce 1996 proběhla generální rekonstrukce celé zvoničky, při které byly pomocí dřevěných příložek zesíleny nosné trámy, byla sejmuta a znovu vytvořena nosná konstrukce cibule. Plechová krytina cibule byla nahrazena štípaným šindelem, kterým byl pokryt i obvodový plášť stavby. Všechny opravné práce provedl pan Josef Krahulec ze Záchlumí.

## Popis
Zvonička je dřevěná štenýřová stavba postavena na nízké kamenné podezdívce na šestibokého půdorysu. Šestiboká prolomená jehlancová konstrukce je do poloviny pobitá šindelem, horní část je krytá svislými latěmi s přelaťováním. Vstup je pravoúhlý obdélný s dřevěnou zárubní a prahem s jednokřídlými dveřmi. Zvonové patro je výrazně odděleno obíhající šindelovou přesahující stříškou. Zvukové otvory ve zvonovém patře jsou obdélná s obloukovým zakončením. Zvonička má šestibokou zvonovou helmu krytou šindelem a ukončenou ve vrcholu kovaným křížem.

### Reference

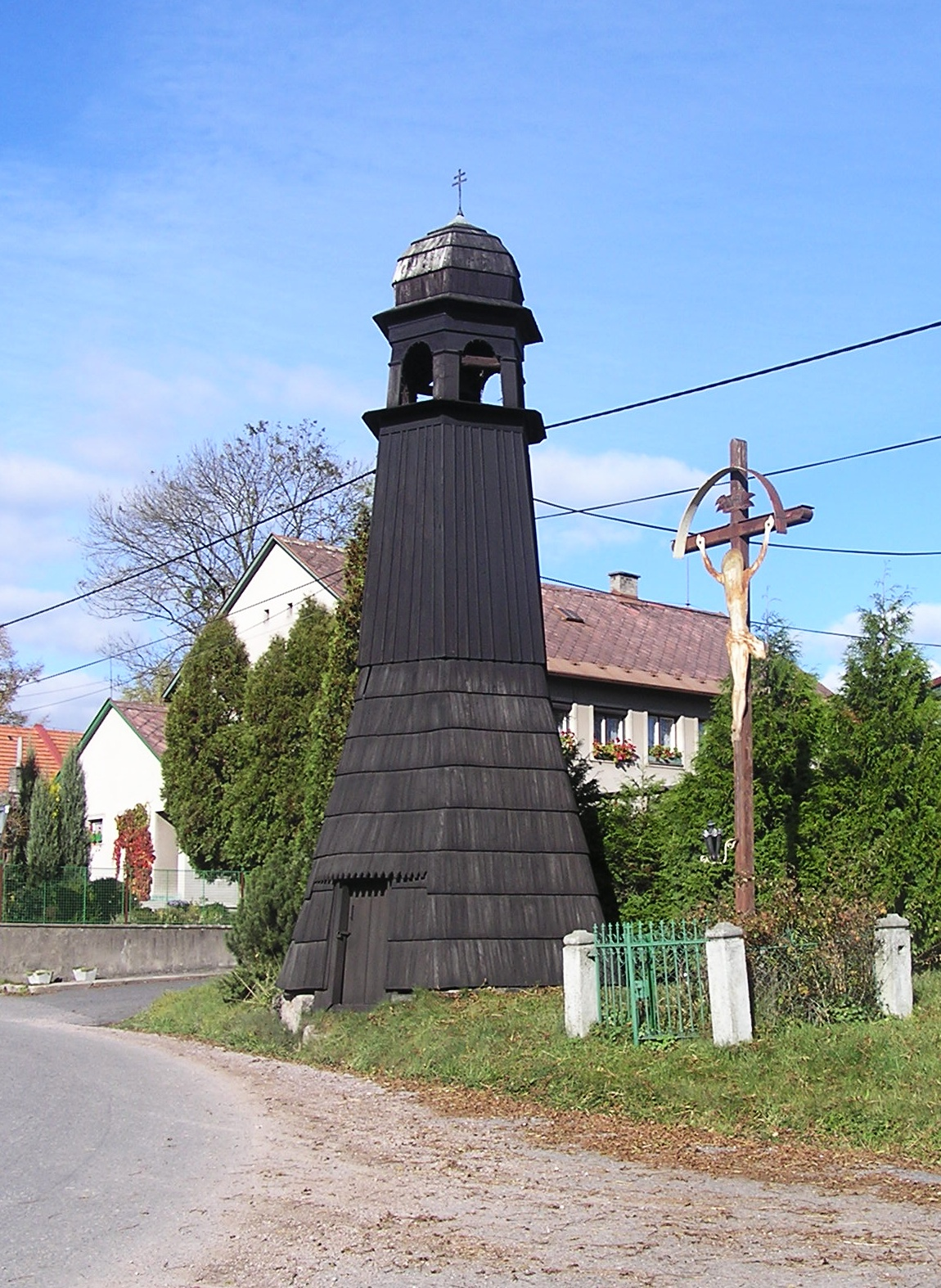
Zvonička v Záchlumí